# Сидоровське
Си́доровське (рос. Сидоровское) — присілок у складі Грязовецького району Вологодської області, Росія. Входить до складу Ростиловського сільського поселення.

## Населення
Населення — 117 осіб (2010; 142 у 2002).
Національний склад (станом на 2002 рік):
- росіяни — 99 %